# الحلة (ذمار)
الحلة هي إحدى قرى الجمهورية اليمنية. وهي تتبع جغرافيًا لمحافظة ذمار. وإداريًا لمديرية جهران. يبلغ تعداد سكانها 2014 نسمة حسب الإحصاء الذي أجري عام 2004.